# Henning Siedentopf
Henning Ernst Siedentopf (* 1. September 1937 in Jena; † 22. August 2022 in Tübingen) war ein deutscher Musikwissenschaftler und Komponist. Er wurde durch seine Monografie über den Barockkomponisten Johann Jakob Froberger  sowie eine neuartige Spieltechnik am Klavier bekannt.

## Leben
Henning Siedentopf war der zweite Sohn des Astronomen Heinrich Friedrich Siedentopf und dessen Ehefrau Ingrid, geb. Lüppo-Cramer. Henning Siedentopfs älterer Bruder war der Klassische Archäologe Heinrich Bernhard Siedentopf. Seine kompositorische Tätigkeit umfasste neben mehreren Singspielen und Werken in zahlreichen Gattungen auch die Publikation einer experimentellen Klaviertechnik, die nachfolgend György Ligeti in zwei Werken kompositorisch verarbeitete, in Monument – Selbstporträt – Bewegung und Nr. 3 Touches bloquées, in: Etudes, worüber Ligeti auch in einem Interview Auskunft gab.

## Schriften
- Studien zur Kompositionstechnik Johann Jakob Frobergers. Selbstverlag, Tübingen 1978.
- Das Rätsel zweier Parabeldichtungen aus dem Schumann-Kreis. Studio 74, Tübingen 1978.
- Musiker der Spätromantik: Unbekannte Briefe aus dem Nachlass von Josef und Alfred Sittard. Studio 74, Tübingen 1979
- Bach – Beethoven – Schumann: 3 Studien. Selbstverlag, Tübingen 1982
- Grundlagen des musikalischen Kunstwerks. Probleme der Neuen Musik. 2 Vorträge. Gulde Verlag, Tübingen 1986.
- Die Grundlagen der Bach’schen Spieltechnik am Klavier [Vortrag beim 2. Jahreskongress der European Piano Teachers Association Schweiz, 28. September 1985 in Solothurn]. Gulde Verlag, Tübingen 1986.
- Das Werturteil in der Musik. Gulde Verlag, Tübingen 1991.
- Johann Jakob Froberger. Drei Studien (1. Johann Jakob Froberger: Vortrag anlässlich seines 375. Geburtstages am 18. Mai 1991 im Alten Schloß in Stuttgart. 2. Frescobaldi und Froberger: Vortrag beim Colloq International in Montbéliard 1990. 3. Gedanken zum 325. Todestag von Johann Jakob Froberger im Mai 1992). Gulde Verlag, Tübingen 1992.
- Die These vom Ende der Musik [Vortrag an der Wiener Katholischen Akademie am 9. November 1993]. Gulde Verlag, Tübingen 1993.
- Reflexionen über altgriechische Musik [Vortrag am 23. November 1994 im Kestner Museum zu Hannover]. Gulde Verlag, Tübingen 1995.
- Froberger et Frescobadi, in: J. J. Froberger – Musicien Européen, Paris 1998, S. 89–98.
- Wesenszüge altgriechischer Musik [Vortrag beim Internationalen Symposion „Das Festmahl in Antike und Neuzeit“ im Warburghaus Hamburg am 25. Oktober 1996]. Gulde Verlag, Tübingen 2000.
- Klavierlehre, 3 Bde., o. J., unveröff.

## Kompositorisches Werk (Auswahl)
- Horribilicribrifax (Text nach Gryphius). Musical f. Singstimmen, Kl. 4hd., Perkussion u. Flöte, UA Lichtenau 2010, mit dem Ensemble der Studiobühne der Universität Paderborn im Rahmen des Kulturfestivals Dahlheimer Sommer, veröff. auf DVD: Universität Paderborn 2010.
- Der Himmel auf Erden. Schauspiel mit Musik von Henning Siedentopf nach Jeppe vom Berge von Ludvig Holberg. UA Marburg 2005.